# ウェハダ通りの空爆
ウェハダ通りの空爆（ウェハダとおりのくうばく、アラビア語: مجزرة شارع الوحدة）は、2021年5月16日に起きた、イスラエル国防軍（IDF）がガザ地区の最も重要な住宅地・商業地の一つであるウェハダ通りを爆撃した事件である。ウェハダ通りの虐殺（ウェハダとおりのぎゃくさつ）とも呼ばれる。この爆撃は東エルサレムでの数週間の混乱の後に始まった、イスラエルとガザ地区の間で発生した11日間の衝突の中で最も多くの死者を出した作戦であり、空爆によって44人のパレスチナ人市民が死亡し、約50人が負傷した。この爆撃は、IDFとパレスチナ武装勢力との間で行われた数多くの空爆の中でも最も激しく、その結果2500人のパレスチナ人が家を失い、数万人が避難を強いられた。
空爆の実施は、国際的に批判された。イスラエルは、この攻撃の目的はハマースの司令部を含む地下軍事インフラを破壊することであったとしている。しかし、『ニューヨーク・タイムズ』紙の調査では、イスラエルはハマース司令部の正確な位置についての情報を持っていなかった可能性があるとされている。その後、IDFの報道官は、この爆撃はハマースの地下トンネルを狙ったものであり、予期しなかった「想定外の」結果として、爆撃による付随的な損害が生じ、二次的な爆発が原因であった可能性があると説明した。さらに、イスラエルは、この地域のパレスチナ人市民に対して事前に警告を行わなかったことについて、これほどの被害を受けるとは思わなかったためであると述べている。
アムネスティ・インターナショナル、ヒューマン・ライツ・ウォッチ（HRW）および評論家たちは、この攻撃が民間人の生活に甚大な影響を及ぼしたことから、戦争犯罪に該当する可能性があると指摘している。HRWはまた、この地域の地下にトンネル網や軍事施設が存在したという証拠はないとも述べている。

## 背景
ウェハダ通りはパレスチナ国ガザ市リマル地区の人口密集地にある。この地域は主に住宅地であり、ガザ市の多くの専門職の人やビジネスマンが住んでいるほか、ガザ市の商業の中心地でもある。ウェハダ通りは人口密度が高いため、数階建てのビル、ショッピングモール、銀行、学校、市場などが立ち並んでいる。また、ガザ地区のパレスチナ人にとって重要な医療施設であるアル・シファ病院に通じるメインストリートでもある。
11日間の紛争は、東エルサレムのシェイク・ジャラー地区からのパレスチナ人6家族の立ち退きに反対する抗議デモの後に始まり、その後、パレスチナ人が投石し、イスラエル警察がアル＝アクサー・モスクの敷地と敷地内のジャーミア・アル＝アクサーを急襲するなど神殿の丘では事件が続いた。これらの事件を受けて、5月10日、ハマースが最後通牒を突き出し、同日午後6時までにイスラエルが神殿の丘とシェイク・ジャラー地区から撤退することを要求した。しかし回答がないまま最後通告が期限切れになったため、ハマースやイスラーム聖戦はロケット弾を発射した。
この一連の危機的状況により、ガザ地区では民間人128人を含む256人が死亡し、イスラエルでは民間人12人を含む13人が死亡した。また、イスラエルのインフラに損害を与え、ガザのインフラにも大きな被害をもたらした。
この危機を受けて、ヒューマン・ライツ・ウォッチは、ウェハダ通りでの一件を含む少なくとも3件の空爆において、イスラエルが戦争犯罪を犯した可能性が高いと述べた。また、ハマースが民間人を標的に数千発のロケット弾を発射したことも戦争犯罪にあたるとした。ベツェレムなど他の組織も同様の声明を出している。

## 空爆
2021年5月16日の午前0時過ぎ、危機開始から7日目に、イスラエル軍はガザ地区に約150回の空爆を行い、そのうち20回以上がリマル地区が攻撃対象であった。また、半分がガザ市のウェハダ地区を広範囲にわたって攻撃した。少なくとも11発の高度な精密誘導ミサイルがリマル地区のウェハダ通り沿いの数百メートル間の地点に攻撃し、その結果44人が死亡し、通りに重大な損傷を与え、いくつかの政府機関も影響を受けた。IDFはウェハダ地区を攻撃する予定であったのにかかわらず住民に警告や予告を出さなかったことについて、「これまでの同様の攻撃の経験から民間人の犠牲者が出ることは予想していなかった」としている。IDFは、攻撃目標は通りの地下にあるとされるハマースの軍事インフラであり、爆弾はまず地面に貫通した後に爆発するように設計されていたと述べ、追加の損害は地下に保管されていた兵器の二次爆発による可能性があるとしている。これは、パレスチナ人にとって危機の中で最も死者を出した夜となり、パレスチナ人はこれを虐殺としている。
ウェハダ通りへの攻撃により、アブ・アル＝ウフ家とアル＝カウラク家の所有していた3軒の住宅が倒壊した。ほか、これらの建物に住んでいた46人が死亡した。住宅の倒壊に加えて、攻撃はウェハダ通り周辺の多くの建物に損傷を与え、その中には外傷や火傷の治療を行っていたクリニックも含まれていた。
ウェハダ通りへの空爆は、インフラにも大きな損害を与え、その結果、アル・シファ病院への主要なアクセス手段が遮断された。

## 対応

### イスラエルの対応
イスラエルは、攻撃は「ハマースの地下トンネル網を狙ったものであり、5月16日の爆弾はすべて予定した攻撃目標に正しく命中した」との見解を示している。イスラエル軍高官によれば、住宅が破壊され、民間人の死者が多数出たのは、地下のハマース司令部を殲滅する作戦において予期せぬ結果であったとのことである。また、使用された兵器は高精度な攻撃を目的としたもので、民間人の犠牲者を避けるためのものであったとされている。よってこれらの被害は、空爆によって引き起こされた二次的な爆発が原因である可能性が高いとのことである。ほか、同高官は、地下のハマース司令部が崩壊してことが近隣の建物の崩壊を引き起こした原因であり、IDFは同様の性質の空爆を同じように密集した地域で実施していたが、民間人の犠牲者は少なかったと述べた。イスラエル政府関係者が、空爆について何の警告も与えなかったと語ったのはこのためである。イスラエルは、ハマースが指導者をかくまい、作戦を展開する際に「民間人を人間の盾として使っている」と非難しているが、もし事実であればハマースは戦争法に違反している可能性が高い。
『ニューヨーク・タイムズ』紙の調査によると、IDFは攻撃目標について限られた情報しか持っていなかった。また、IDFはハマースの司令部があったという証拠を提示しておらず、一方、被害を受けた3つの建物は攻撃目標ではなかったとしている。また、ヒューマン・ライツ・ウォッチは、イスラエルが自身の主張の根拠を何ら示していないと報告し、この空爆を明白な戦争犯罪として調査するよう国際刑事裁判所に求めた。

### ハマースの対応
ガザを統治する組織であるハマースによれば、指導者は潜伏しておらず、したがってイスラエルがハマース指導者の潜伏が疑われる民間建物を爆撃する理由は不当であり、真実ではないという。ハマース側は、民間地域に地下軍事インフラが存在することを否定しているが、IDFがガザのリマル地区にある、さびれたUNRWAの学校を空爆した後、国連監視団が学校の地下に軍事インフラを発見した。VICEニュースとのインタビューで、ハマースの指導者ヤヒヤ・シンワルは、イスラエルによるガザの不法占拠と、ガザとハマースとの紛争におけるイスラエルによる徹底的な攻撃を批判した。また、「ハマースの行動は、占領と戦う解放集団の正当な抵抗行為である」とも主張していた。

## 軍需品
AP通信の取材に対し、イスラエル軍は、ウェハダ通りの攻撃でどのような爆弾が使われたのかという質問には答えなかった。
ガザ警察は、430キロの爆薬を詰めたGBU-31が、アル＝カウラク家の家屋とウェハダ通りの攻撃に使われた可能性が高いと指摘している。この爆弾は、強力な爆風をもたらすように設計されているため、軍隊が日常的に使用する中で最も重い爆弾であり、大きな建物や地下施設に対する攻撃などで使われる。そのため、このような兵器による攻撃を実行する前には、慎重な情報収集と監視が必要である。これらの爆弾のうち、少なくとも4発がアパートの近くに投下された。ガザ警察の調査によると、ウェハダ通りから発見された爆弾の破片のうち、2つには 「76301 」というシリアルナンバーがあり、アメリカのボーイング社製であることが判明した。この爆破事件に関する質問に対し、ボーイング社は声明で「アメリカの法律に従い、アメリカ政府はすべての防衛輸出を許可し、厳格な監督を行っている」と述べた。
IDFの映像は、部隊がMk 80型爆弾にアメリカ製のJDAM誘導装置を装着しているところを映している。